# D-Generation X: In Your House
D-Generation X: In Your House (também grafado como Degeneration X: In Your House) foi um pay-per-view (PPV) de wrestling profissional produzido pela World Wrestling Federation (WWF, agora WWE). Foi 19º evento da série In Your House. O evento ocorreu em 7 de dezembro de 1997, no Springfield Civic Center, em Springfield, Massachusetts, e foi o quinto e último PPV da WWF patrocinado pelo jogo Karate Fighters, da Milton Bradley. O card contou com oito lutas.
No evento principal, Ken Shamrock derrotou Shawn Michaels por desqualificação em uma luta pelo WWF Championship; Michaels manteve o título. Entre as lutas de destaque no card intermediário, "Stone Cold" Steve Austin venceu The Rock para manter o WWF Intercontinental Championship, The New Age Outlaws venceram The Legion of Doom por desqualificação para manter o WWF Tag Team Championship, e o Comissário da WWF, Sgt. Slaughter, saiu da aposentadoria para perder uma luta Boot Camp contra Triple H.

## Produção

### Conceito
In Your House foi uma série de eventos mensais de pay-per-view (PPV) de wrestling profissional, produzida pela primeira vez pela World Wrestling Federation (WWF, atualmente WWE) em maio de 1995. Esses eventos iam ao ar nos meses em que a empresa não realizava um dos seus cinco principais PPVs da época (WrestleMania, King of the Ring, SummerSlam, Survivor Series e Royal Rumble) — e, por isso, eram vendidos por um preço mais acessível. D-Generation X: In Your House (também grafado como Degeneration X: In Your House) foi o 19º evento da série In Your House, realizado em 7 de dezembro de 1997, no Springfield Civic Center, em Springfield, Massachusetts. O nome do evento foi baseado nas lutas de maior destaque envolvendo membros do grupo D-Generation X.

### Rivalidades
D-Generation X: In Your House consistiu em lutas de wrestling profissional envolvendo lutadores que faziam parte de rivalidades e histórias previamente estabelecidas, desenvolvidas no Raw is War — principal programa televisivo da WWF. Os lutadores assumiam os papéis de heróis ou vilões enquanto seguiam uma sequência de acontecimentos que aumentavam a tensão, culminando em uma luta ou série de lutas no evento.
A principal rivalidade antes do evento D-Generation X: In Your House foi entre Shawn Michaels e Ken Shamrock pelo WWF Championship. A rivalidade teve início após a saída de Bret Hart da WWF para a empresa rival World Championship Wrestling (WCW), após o polêmico "Montreal Screwjob" ocorrido no Survivor Series. Shamrock, que havia retornado recentemente de uma lesão causada pela Nation of Domination em setembro, foi nomeado o desafiante número um ao título de Michaels. No episódio de 1º de dezembro do Raw is War, Michaels provocou Shamrock, dizendo que ele não seria capaz de quebrar seu tornozelo — uma referência ao golpe finalizador de Shamrock, o Ankle Lock. Naquela mesma noite, Michaels e seus companheiros de D-Generation X, Chyna e Triple H, humilharam e atacaram Jim "The Anvil" Neidhart, até que Shamrock e o comissário da WWF, Sgt. Slaughter, intervieram para salvar Neidhart. Shamrock aplicou o Ankle Lock em Michaels, enquanto Slaughter prendeu Triple H em um Cobra Clutch. Slaughter então desafiou Triple H para uma luta Boot Camp, desafio que foi aceito.
Outra rivalidade importante antes do evento foi entre "Stone Cold" Steve Austin e The Rock pelo WWF Intercontinental Championship. No episódio de 17 de novembro do Raw is War, The Rock roubou o título Intercontinental de Austin enquanto este se envolvia em uma briga com os membros da Nation of Domination. Nas semanas seguintes, The Rock passou a provocar Austin com o cinturão, autodeclarando-se "o melhor maldito campeão intercontinental de todos os tempos". Austin respondeu com jogos mentais, incluindo dirigir sua caminhonete até a arena durante a luta entre The Rock e Vader no episódio de 1º de dezembro do Raw is War.

## Evento
| Função:                 | Nome:         |
| ----------------------- | ------------- |
| Comentaristas em inglês | Jim Ross      |
| Comentaristas em inglês | Jerry Lawler  |
| Entrevistadores         | Michael Cole  |
| Entrevistadores         | Dok Hendrix   |
| Entrevistadores         | Jim Cornette  |
| Anunciador de ringue    | Howard Finkel |
| Árbitros                | Tim White     |
| Árbitros                | Jim Korderas  |
| Árbitros                | Earl Hebner   |
| Árbitros                | Mike Chioda   |
| Árbitros                | Jack Doan     |

### Lutas preliminares
A luta de abertura foi a final de um torneio pelo WWF Light Heavyweight Championship, com Brian Christopher enfrentando Taka Michinoku. O combate terminou quando Christopher tentou aplicar um Tennessee Jam, mas errou, permitindo que Michinoku acertasse o Michinoku Driver e fizesse o pinfall em seguida para conquistar o título.
A segunda luta foi um combate de trios entre os Disciples of Apocalypse e os Los Boricuas. Os Los Boricuas venceram por pinfall após Miguel Pérez Jr. aplicar um leg drop em um dos membros dos Disciples of Apocalypse.
A terceira luta foi uma luta de boxe entre Marc Mero e o boxeador profissional Butterbean. O combate foi dividido em rounds e terminou no quarto, quando Mero acertou um golpe baixo em Butterbean, resultando em sua desclassificação. Após o término, Mero continuou o ataque, usando um banco de madeira até ser contido.
A quarta luta foi pelos WWF Tag Team Championship, com os New Age Outlaws defendendo os títulos contra a Legion of Doom. Durante o combate, Henry Godwinn apareceu no ringue e acertou Animal com um slop bucket. Hawk então pegou o balde e o usou para atingir Billy Gunn, causando a desclassificação da Legion of Doom.
A quinta luta foi uma Boot Camp entre Sgt. Slaughter e Triple H. Slaughter aplicou um Cobra Clutch em Triple H, mas Chyna interveio com um golpe baixo. Isso permitiu que Triple H aplicasse o Pedigree e fizesse o pinfall para vencer o combate.
A sexta luta foi um combate individual entre Jeff Jarrett e The Undertaker, com a estipulação de que o vencedor se tornaria o desafiante número um ao WWF Championship. Jarrett venceu por desqualificação após Kane invadir o ringue e atacar The Undertaker, aplicando um chokeslam em Jarrett quando este tentou interferir. Depois que Kane deixou o ringue, Jarrett tentou atacar The Undertaker pelas costas, mas também foi derrubado com outro chokeslam.
A sétima luta foi pelo WWF Intercontinental Championship, com "Stone Cold" Steve Austin defendendo seu título contra "The Rock" Rocky Maivia. Austin chegou dirigindo uma caminhonete até o ringue e iniciou uma briga com os membros da Nation of Domination, culminando com um back body drop em D’Lo Brown, que foi lançado contra o para-brisa do veículo. No final do combate, Austin acidentalmente acertou o árbitro com um Stone Cold Stunner. Em seguida, aplicou o mesmo golpe em The Rock e o derrotou por pinfall, com um segundo árbitro fazendo a contagem.

### Luta principal
O evento principal foi uma luta pelo WWF Championship entre Shawn Michaels e Ken Shamrock. Durante o combate, Shamrock aplicou o ankle lock em Michaels, mas antes que ele pudesse desistir, Triple H e Chyna interferiram e atacaram Shamrock, causando sua vitória por desqualificação (o que manteve Michaels como campeão). Após a luta, Owen Hart retornou à WWF e atacou violentamente Michaels antes de fugir pela plateia.

## Recepção
Em 2014, Kevin Pantoja, do 411Mania, deu ao evento uma nota de 4.0 [Ruim], afirmando: "Muitos finais por desqualificação. Das oito lutas, quatro terminaram em DQ. A luta de abertura foi a melhor, e as duas últimas não foram terríveis. A luta de trios, a coisa do Butterbean, a luta pelos títulos de duplas e a Boot Camp foram todas uma porcaria — e isso é porcaria demais para um único evento."

## Resultados
| Nº                                          | Resultados | Estipulações                                            | Tempo |
| ------------------------------------------- | --- | ------------------------------------------------------- | ----- |
| 1                                           | Taka Michinoku derrotou Brian Christopher | Luta individual pelo WWF Light Heavyweight Championship | 12:02 |
| 2                                           | Los Boricuas (Miguel Pérez Jr., Jesús Castillo Jr., e José Estrada Jr.) (com Savio Vega) derrotaram The Disciples of Apocalypse (Chainz, 8-Ball, e Skull) | Luta de trios                                           | 7:58  |
| 3                                           | Butterbean derrotou Marc Mero (com Sable) por desqualificação                                                                                             | Luta de Boxe                                            | 10:20 |
| 4                                           | The New Age Outlaws (Road Dogg e Billy Gunn) (c) derrotaram The Legion Of Doom (Hawk e Animal) por desqualificação                                        | Luta de duplas pelo WWF Tag Team Championship           | 10:32 |
| 5                                           | Triple H (com Chyna) derrotou Sgt. Slaughter | Luta Boot Camp                                          | 17:39 |
| 6                                           | Jeff Jarrett derrotou The Undertaker por desqualificação                                                                                                  | Luta individual                                         | 6:54  |
| 7                                           | Stone Cold Steve Austin (c) derrotou The Rock (com Faarooq, D'Lo Brown, e Kama Mustafa)                                                                   | Luta individual pelo WWF Intercontinental Championship  | 5:28  |
| 8                                           | Ken Shamrock derrotou Shawn Michaels (c) (com Triple H e Chyna) por desqualificação                                                                       | Luta individual pelo WWF Championship                   | 18:27 |
| (c) – Refere-se aos campeões antes da luta. | |                                                         |       |

### Torneio pelo WWF Light Heavyweight Championship
O torneio para coroar o campeão inaugural do WWF Light Heavyweight Championship foi realizado entre 3 de novembro e 7 de dezembro de 1997. Os confrontos do torneio foram:
|  | Quartas de final (Raw) | Quartas de final (Raw) | Quartas de final (Raw) |                   |        | Semifinal (Raw) | Semifinal (Raw) | Semifinal (Raw) |  |  | Final (In Your House: D-Generation X) | Final (In Your House: D-Generation X) | Final (In Your House: D-Generation X) |  |
|  |                        |                        |                        |                   |        |                 |                 |                 |  |  |                                       |                                       |                                       |  |
|  | 3/11                   | Águila                 | Pin                    |                   |        |                 |                 |                 |  |  |                                       |                                       |                                       |  |
|  | 3/11                   | Águila                 | Pin                    |                   |        |                 |                 |                 |  |  |                                       |                                       |                                       |  |
|  | Hershey                | Super Loco             | 5:12                   |                   |        |                 |                 |                 |  |  |                                       |                                       |                                       |  |
|  | Hershey                | Super Loco             | 5:12                   |                   | 25/112 | Águila          | Pin             |                 |  |  |                                       |                                       |                                       |  |
|  |                        |                        |                        |                   | 25/112 | Águila          | Pin             |                 |  |  |                                       |                                       |                                       |  |
|  |                        |                        | Roanoke                | Taka Michinoku    | 6:19   |                 |                 |                 |  |  |                                       |                                       |                                       |  |
|  | 10/11                  | Taka Michinoku         | Roanoke                | Taka Michinoku    | 6:19   | Pin             |                 |                 |  |  |                                       |                                       |                                       |  |
|  | 10/11                  | Taka Michinoku         |                        |                   |        |                 |                 |                 |  |  |                                       |                                       |                                       |  |
|  | Ottawa                 | Devon Storm            | 5:00                   |                   |        |                 |                 |                 |  |  |                                       |                                       |                                       |  |
|  | Ottawa                 | Devon Storm            | 5:00                   |                   | 7/12   | Taka Michinoku  | Pin             |                 |  |  |                                       |                                       |                                       |  |
|  |                        |                        |                        |                   |        |                 |                 |                 |  |  |                                       |                                       |                                       |  |
|  |                        |                        | Springfield            | Brian Christopher | 12:00  |                 |                 |                 |  |  |                                       |                                       |                                       |  |
|  | 11/111                 | Scott Taylor           | Springfield            | Brian Christopher | 12:00  | Pin             |                 |                 |  |  |                                       |                                       |                                       |  |
|  | 11/111                 | Scott Taylor           |                        |                   |        |                 |                 |                 |  |  |                                       |                                       |                                       |  |
|  | Cornwall               | Eric Shelley           | 5:27                   |                   |        |                 |                 |                 |  |  |                                       |                                       |                                       |  |
|  | Cornwall               | Eric Shelley           | 5:27                   |                   | 25/112 | Scott Taylor    | Forf3           |                 |  |  |                                       |                                       |                                       |  |
|  |                        |                        |                        |                   | 25/112 | Scott Taylor    | Forf3           |                 |  |  |                                       |                                       |                                       |  |
|  |                        |                        | Roanoke                | Brian Christopher |        |                 |                 |                 |  |  |                                       |                                       |                                       |  |
|  | 24/11                  | Brian Christopher      | Roanoke                | Brian Christopher | Pin    |                 |                 |                 |  |  |                                       |                                       |                                       |  |
|  | 24/11                  | Brian Christopher      |                        |                   |        |                 |                 |                 |  |  |                                       |                                       |                                       |  |
|  | Fayetteville           | Flash Flanagan         | 3:30                   |                   |        |                 |                 |                 |  |  |                                       |                                       |                                       |  |